# شهرستان لیپسکو
شهرستان لیپسکو (به لهستانی: Powiat Lipsko) یک شهرستان در لهستان است که در استان ماسوویان واقع شده‌است. شهرستان لیپسکو ۷۴۷٫۵۸ کیلومتر مربع مساحت و ۳۶٬۶۶۹ نفر جمعیت دارد.